# Vera (Almería)
 For alternative betydninger, se Vera. (Se også artikler, som begynder med Vera)
Vera er en by og kommune i det sydøstlige Spanien i provinsen Almería. Den har et indbyggertal på 19.488 (2024) indbyggere.